# تپه گورستان پاشایی
تپه قبرستان پاشایی مربوط به دوره اشکانیان - دوره ساسانیان است و در شهرستان ملکان، بخش لیلان، چسبیده به ضلع غربی شهر لیلان، شرق قلعه بختک واقع شده و این اثر در تاریخ ۲۷ اسفند ۱۳۸۶ با شمارهٔ ثبت ۲۲۵۷۱ به‌عنوان یکی از آثار ملی ایران به ثبت رسیده است.